# Lubango
Lubango je grad u planinskom području jugozapadne Angole. Leži na 1750 metara nadmorske visine, 130 km od obale Atlantika. Glavni je grad provincije Huíla. Do 1975. zvao se Sá da Bandeira.
Grad su 1885. godine osnovali portugalski doseljenici s Madeire. Danas je važno trgovačko i poljoprivredno središte, s vlastitom zračnom lukom i dobrim željezničkim vezama. Najznačajnije poljoprivredne djelatnosti lokalnog stanovništva su stočarstvo te uzgoj žitarica i duhana.
Prema procjeni iz 2010. godine, Lubango je imao 256.713 stanovnika.

## Vanjske poveznice

### Ostali projekti
|  | Zajednički poslužitelj ima još gradiva o temi Lubango |